# Woodhall Spa Golf Club
De Woodhall Spa Golf Club was een besloten golfclub in Lincolnshire, Engeland.
De golfclub werd in 1891 opgericht en was met haar 9 holesbaan een van de oudste golfclubs van Engeland. Het ontwerp van de eerste golfbaan werd gemaakt door Harry Vardon. Twee keer, in 1895 en 1902, moest de club verhuizen wegens stadsuitbreidingen. Kolonel Stafford Vere Hotchkin bood toen een zanderige stuk land aan waarop door Harry Vardon een 18 holesbaan werd aangelegd, die in 1998 naar Hotchkin genoemd werd. Vardon kwam op 24 januari 1903 de gronden bekijken en speelde een demonstratiewedstrijd op de oude 9 holesbaan. Hij verbeterde daar het baanrecord door slechts 35 slagen nodig te hebben. J.H. Taylor bepaalde waar de bunkers kwamen. De baan werd op 24 april 1905 geopend en is sindsdien niet meer verhuisd. Op 30 juni werd een demonstratie toernooi gespeeld waaraan onder meer Vardon, Taylor en James Braid. De eerste die een score van 68 binnenbracht, was Taylor, later op de dag kwam Braid ook met 68 binnen.
In 1911 werd de baan door Harry Colt veranderd en vooral langer gemaakt. De volgorde van de holes is sindsdien niet meer gewijzigd. Bij de heropening in mei 1914 werd weer een demonstratiewedstrijd gespeeld, ditmaal tussen Ted Ray en Tom Ball.
Stafford Vere Hotchkin was tijdens de Eerste Wereldoorlog majoor bij het 60th Field Regiment. Toen hij na de oorlog terugkwam, had de club het financieel moeilijk. Hij nam de club over en veranderde enkele holes. Rond 1927 richtte hij zijn eigen bedrijf op om golfbanen te ontwerpen. Hij overleed in 1953 en werd opgevolgd door zijn zoon Neil. 

In 1972 werd Neil voorzitter van de English Golf Union (EGU) en in 1995 verkocht hij de club aan de EGU, waarna daar het hoofdkantoor werd gevestigd. Het staat sindsdien bekend als het The National Golf Centre. Neil Hotchkin was van 1989-1991 ook voorzitter van de European Golf Association. Hij overleed in februari 2004.
In 1982 speelden J A Wilson (hcp. 8) en L D Henshaw (hcp 12) matchplay op de baan. Op hole 12 maakte Wilson een hole-in-one, maar tot zijn schrik maakte Henshaw ook een hole-in-one.
In 1998 kwam er een tweede baan bij, de Bracken, ontworpen door Donald Steel en geschikt voor grote toernooien. Hier is sindsdien onder meer de Brabazon Trophy in 2000 en het Brits Amateur in 1998 en 2008  gespeeld.